# 19915 Bochkarev
19915 Bochkarev (1974 RX1) là một tiểu hành tinh vành đai chính được phát hiện ngày 14 tháng 9 năm 1974 bởi N. S. Chernykh ở Đài vật lý thiên văn Crimean.